# Igor Morosow

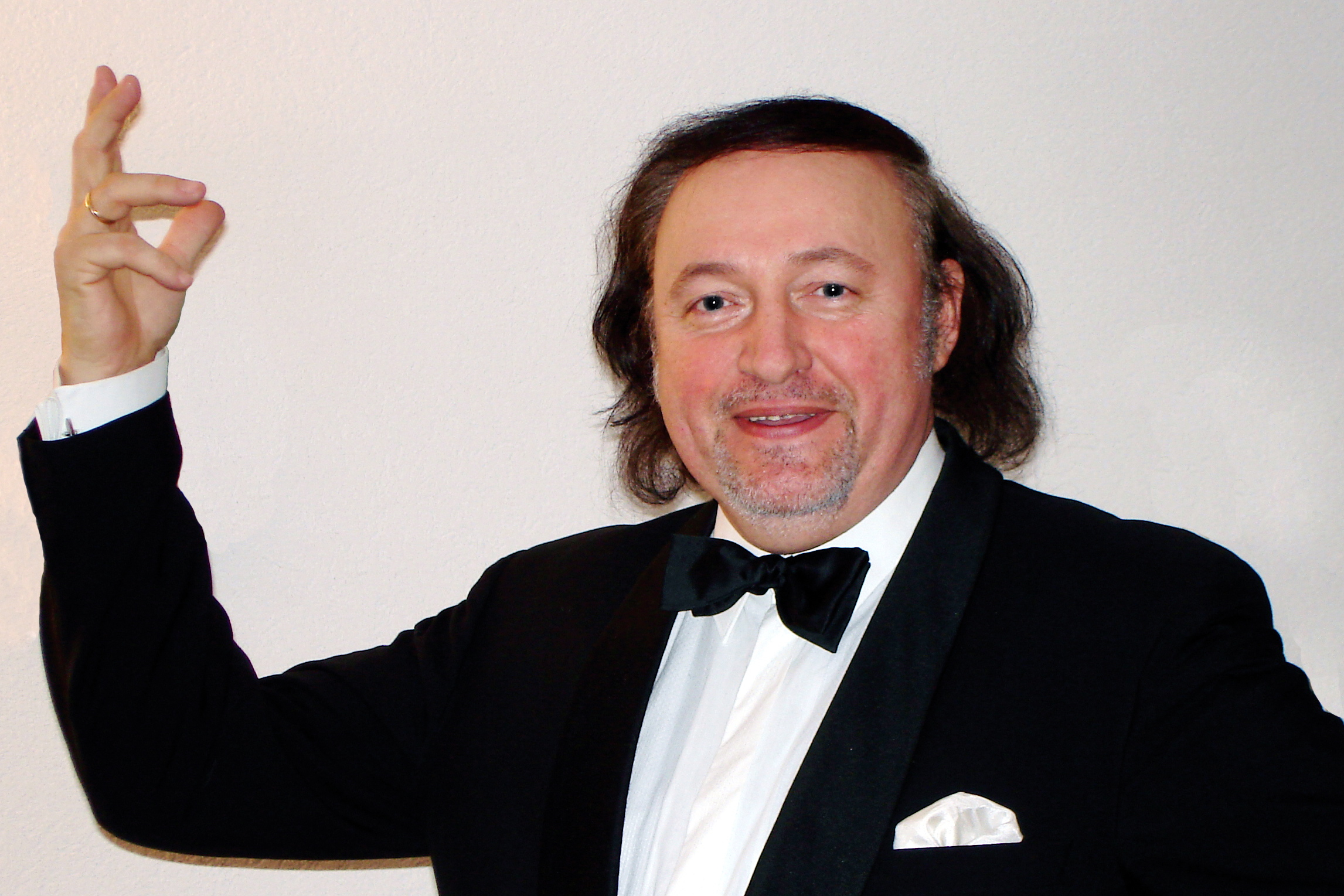
Igor Morosow

Igor Anatoljewitsch Morosow (ukrainisch Ігор Анатолійович Морозов/Ihor Anatolijowytsch Morosow; russisch Игорь Анатольевич Морозов; * 1948 in Dnipropetrowsk, Ukrainische SSR) ist ein russisch-ukrainischer Opernsänger (Bariton).

## Leben
Igor Morosow trat bereits als Kind bei zahlreichen Konzerten mit Orchester auf, die teils am Radio übertragen wurden. Nach Abschluss der Schule in seiner Heimatstadt wurde Morosow an das Moskauer Tschaikowski-Konservatorium aufgenommen. Nach seinem Abschlussdiplom wurde er als Erster Bariton an das St. Petersburger Mariinski-Theater verpflichtet. Zwei Jahre später konnte er zum Moskauer Bolschoi-Theater wechseln, wo er alle großen Partien des italienischen und russischen Fachs in der Premierenbesetzung sang: Eugen Onegin, Lionel (Tschaikowskis Die Jungfrau von Orléans), Jeletzki (Tschaikowskis Pique Dame), Robert und Eben Haghia (Tschaikowskis Jolanthe), Figaro (Gioachino Rossinis Der Barbier von Sevilla), Andrej Bolkonskij (Prokofjews Krieg und Frieden), Ferdinand (Prokofjews Die Verlobung im Kloster), Germont (Giuseppe Verdis La traviata), Silvio (Leoncavallos Der Bajazzo). Morosow war ständiger Konzertpartner der Mezzosopranistin Jelena Obraszowa.
Seit seinem Debüt als Onegin an der Wiener Staatsoper 1990 ist Morosow ständiger Gast an den größten Opernhäusern Westeuropas und der USA: Teatro alla Scala, Wiener Staatsoper, Berlin: Staatsoper Unter den Linden und Deutsche Oper, Staatsoper Hamburg, Staatsoper München, Oper Köln, Salzburger Festspiele und Bregenzer Festspiele. Morosow sang in Amsterdam, Stockholm, Kopenhagen, Palermo, Montpellier, Zürich, Basel, an der Houston Grand Opera und beim Boston Festival.
Morosow übernahm neben den klassischen Rollen in den Opern von Giuseppe Verdi, Giacomo Puccini und Vincenzo Bellini auch Rollen in Uraufführungen und Werken von Dmitrij Schostakowitsch. So sang er die Uraufführung von Klaus Hubers Oper Schwarzerde in Basel, die Hauptrolle des Kowaljow in Schostakowitschs Die Nase in Basel, Schostakowitschs 13. Sinfonie „Babi Jar“ mit Jiri Kout in St. Gallen und Michelangelo-Suite im Concertgebouw Amsterdam.
1991 wurde Morosow durch Boris Jelzin der höchste Titel für Künstler in Russland, der „Narodni Artist Rossii“ (= Volkskünstler der RSFSR) verliehen. 2002 wurde er von der Internationalen Akademie der Künste und Wissenschaften „Golden Fortune“ mit dem Orden des Heiligen Georgs ausgezeichnet. 2007 wählte Woody Allen Igor Morosows Interpretation von Iagos Traum aus Verdis Oper Otello für seinen Hollywoodfilm Match Point.

## Künstlerisches Anliegen
Als Halbukrainer ist es Igor Morosow ein Anliegen, die ukrainischen Opern- und Klassikkomponisten wie Mikola Lysenko, Platon Mayboroda, Anatolij Kos-Anatolski und Semion Gulak-Artemovski außerhalb seines Geburtslandes bekannt zu machen. Auch russische Komponisten bringt er zur Aufführung: Anton Rubinstein (die Arie des Dämon aus der gleichnamigen Oper und die Arie des Vindex aus der Oper Nero nahm Morosow für das staatliche Radio in Moskau auf), Georgi Sviridov (mit dem er die Uraufführung des Zyklus U menja otez - krestjanin/Mein Vater ist ein Bauer nach Gedichten von Sergei Jessenin aufnahm), Arthur Lourié (Uraufführungen in Basel im Rahmen des Lourié-Festivals), Reinhold Glière.